# Ярантовице

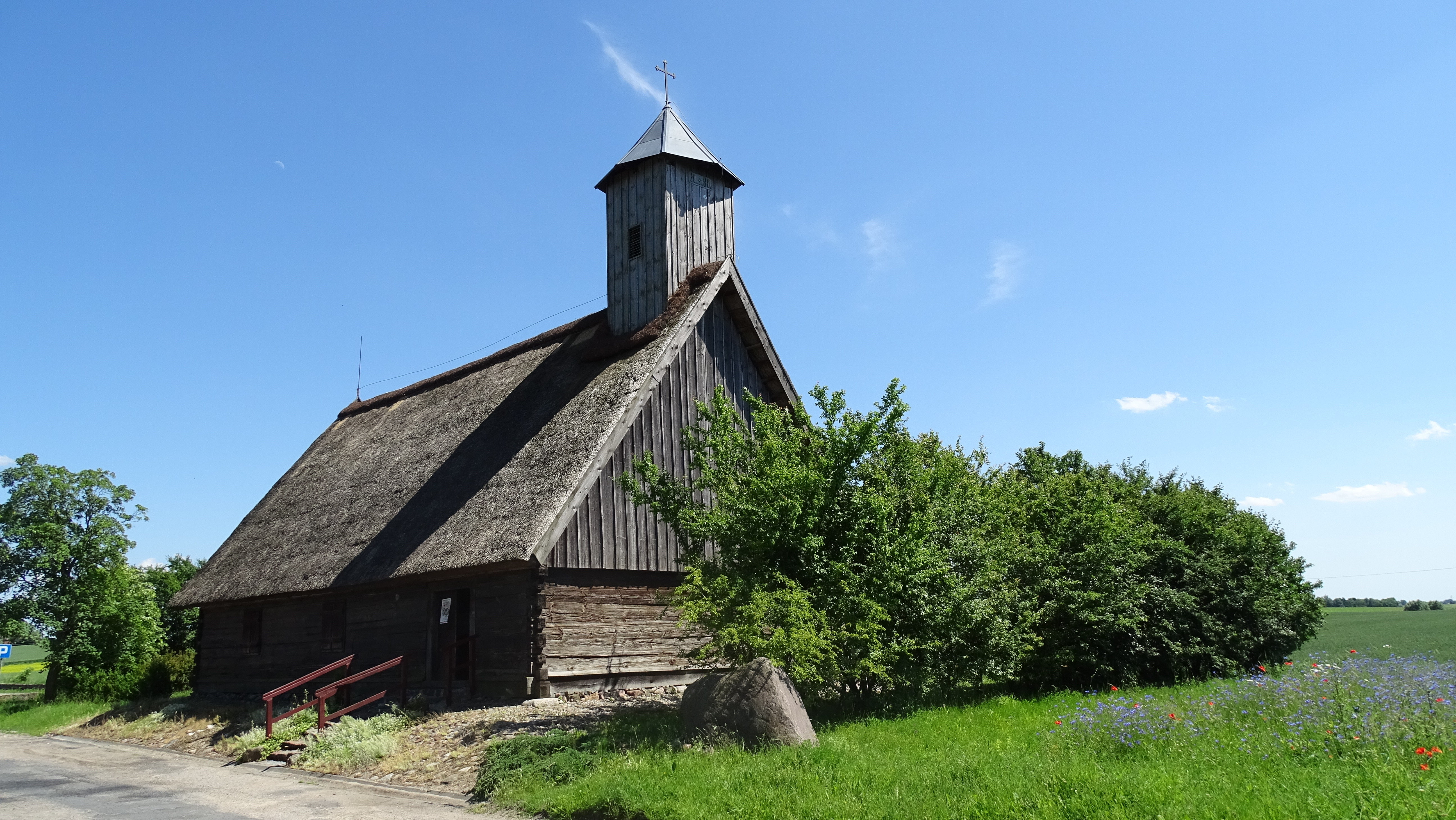
Церковь Святого Максимилиана Колбе. Построена в 18 веке как протестантская, ныне католическая

Ярантовице (пол. Jarantowice), устаревшее название Арнольдсдорф, нем. Arnoldsdorf — село в Польше, в гмине Вомбжежно Вомбжезненский повет Куявско-Поморского воеводства. Население составляло 656 человек по состоянию на 2011 г.
Известным уроженцем деревни был актёр Пауль Вегенер.

## Демография
Демографическая структура состоянию на 31 марта 2011 г.:
|         | В общем | Несовершеннолетние | Работоспособные | Пенсионеры |
| ------- | ------- | ------------------ | --------------- | ---------- |
| мужчины | 338     | 79                 | 234             | 25         |
| женщины | 318     | 71                 | 177             | 70         |
| вместе  | 656     | 150                | 411             | 95         |